# Walter Knecht (Bildhauer)
Walter Knecht (* 25. September 1895 in Stein am Rhein, Kanton Schaffhausen; † 16. April 1985 in Schaffhausen) war ein Schweizer Bildhauer, Plastiker und Maler.

## Leben und Werk
Knecht wuchs als Sohn des Uhrmachers und Optikers Hermann und der Berta, geborene Lang, mit vier Brüdern in Stein am Rhein auf. Ein Bruder war der Maler Hermann Knecht.
Knecht besuchte ab Mai 1915 die Akademie der Bildenden Künste München und wurde von Erwin Kurz unterrichtet. 1935 schuf Knecht auf dem Waldfriedhof Schaffhausen eine Skulptur für das Familiengrab der Familie Fischli. Knecht erhielt 1957 den «Georg-Fischer-Preis».